# Schlacht bei Stuhm
Die Schlacht bei Stuhm (auch Schlacht bei Hönigfelde, polnisch Bitwa pod Trzcianą) war eine Schlacht während der Schwedisch-Polnischen Kriege 1600–1629 im Vorfeld des Vertrags von Altmark. Sie fand bei Hönigfelde am 27. Juni 1629 statt. In dieser Schlacht erlitten die schwedischen Truppen unter König Gustav Adolf eine schwere Niederlage gegen polnische Truppen unter Hetman Stanisław Koniecpolski und kaiserlichen Hilfstruppen unter Hans Georg von Arnim-Boitzenburg. König Gustav Adolf entkam nur mit Glück.